# Kambatrahalli, Harapanahalli
Kambatrahalli là một làng thuộc tehsil Harapanahalli, huyện Davanagere, bang Karnataka, Ấn Độ.